# Ion Șahighian
Ion Șahighian (n. 16 noiembrie 1897, București – d. 11 martie 1965, București) a fost un regizor român de etnie armeană.
A fost regizor la Teatrul Național din București și apoi regizor artistic la Teatrul Armatei.

## Filmografie (regizor)
- Năbădăile Cleopatrei (1925)
- Datorie și sacrificiu (1926)
- Simfonia dragostei (1928)
- Stele la București (1934)
- Trei dansuri românești (1939)
- Se aprind făcliile (1939)
- O noapte de pomină (1939)

## Distincții
Pentru meritele sale artistice, regizorul Ioan Șahighian a primit următoarele distincții:
- Ordinul Meritul Cultural în gradul de Cavaler cl. II, pentru teatru (23 septembrie 1942)[6]
- Medalia „A cincea aniversare a Republicii Populare Române” (24 decembrie 1952) „pentru lupta și munca duse în vederea făuririi, consolidării și prosperării Republicii Populare Române”[7]
- titlul de Maestru Emerit al Artei din Republica Populară Română (23 ianuarie 1953) „pentru merite deosebite, pentru realizări valoroase în artă și pentru activitate merituoasă”[8]
- Ordinul Muncii clasa I (6 iulie 1956) „cu prilejul împlinirii a 10 ani de la înfințarea Teatrului Armatei, pentru merite deosebite în muncă”[9]

## Vezi și
- Hagi-Tudose